# Катастрофа Іл-76 в Бєлгородській області
Уранці 24 січня 2024 року в Бєлгородській області в районі села Яблуново зазнав катастрофи російський військово-транспортний літак Іл-76. Падіння літака сталося на тлі російського вторгнення до України. Повідомляється, що літак перевозив ракети до ЗРК С-300.
Спочатку російські пропагандисти стверджували, що на борту перебували українські військовополонені, але не надали ніяких фактів на підтвердження цього. Українська сторона відкидає цю інформацію.

## Катастрофа
Катастрофа сталася в середу в першій половині дня, 24 січня року, не пізніше 11:12 (MSK) в полі приблизно за 4-5 км від Яблуново. Перше публічне повідомлення про трагедію з'явилося о 11:48 у месенджері «Telegram» губернатора Бєлгородської області В'ячеслава Гладкова.
У момент катастрофи сигнал «ракетної небезпеки» в Бєлгородській області не оголошували. Сповіщення про загрозу задіяно одразу після катастрофи з 11:12 до 11:43 (MSK).
Декілька очевидців розповіли, що перед оголошенням повітряної тривоги почули 1-3 «хлопки» з інтервалом у хвилину або менше.
Російські видання «Медиазона», «Важные истории», The Moscow Times з посиланням на аналіз відео моменту падіння літака, знятого місцевими селянами, яке вірусно поширилося соцмережами, повідомили, що військовий літак летів від кордону з Україною, коли впав.

## Причина
На місці катастрофи виявлено елементи фюзеляжу або аеродинамічних поверхонь зі слідами вражальних елементів.
Раніше, о 10:35 (MSK), губернатор Бєлгородської області Гладков повідомив, що в Бєлгородській області спрацювала російська система ППО, яка збила БПЛА авіаційного типу з нерухомим крилом над селом Ближнє, за 75 км на південний захід від Яблуново. Водночас, попри загрозу враження літаків, у Бєлгородській області так і не був введений так званий спеціальний режим «Килим», який передбачає заборону польотів у радіусі 200 км від контрольної точки аеродрому, зокрема, цивільного міжнародного аеропорту «Бєлгород», який Росія з початком вторгнення в Україну використовує у військових цілях.
Відповідно до повідомлення Міністерство оборони Росії, літак Іл-76 перевозив українських військовополонених за маршрутом Чкаловський (Московська область) — Бєлгород та близько 11:15 за місцевим часом літак був збитий двома ракетами, випущеними з зенітного ракетного комплексу. Російське міністерство оборони звинуватило в катастрофі Збройні сили України, заявивши, що літак був знищений зенітним ракетним комплексом з району села Липці у Харківській області, розташованому приблизно за 100 км від місця падіння літака.
У Міноборони України наразі не підтверджують, але й не заперечують, що Україна причетна до падіння літака.
Видання «Українська правда» з посиланням на «власні джерела у Збройних силах України» опублікувало повідомлення, начебто Іл-76 перевозив ракети для зенітного ракетного комплексу С-300. Пізніше «Українська правда» скоригувала повідомлення, зазначивши, що інше їхнє «джерело» інформацію про причетність ЗСУ до збиття не підтвердило. Видання NV з посилання на «джерела» в Повітряних силах ЗСУ повідомило, що Повітряні сили впевнені, що літаком транспортувалися винятково боєприпаси, але не полонені військовослужбовці.

## Жертви
Міністерство оборони Росії заявило, що на борту літака перебували 65 українських військовополонених, яких готували для обміну, який мав відбутися 24 січня, 3 конвоїри та 6 членів екіпажу; усі, хто перебував на борту, загинули. Журналісти проєкту «Схеми» змогли ідентифікувати членів екіпажу Іл-76: щонайменше 5 з них служили у 117-й військово-транспортному авіаційному полку, дислокованому на аеродромі Оренбург-2. За даними Головного управління розвідки МОУ, екіпаж брав участь у війні Росії проти України, перевозячи боєприпаси.
Російська пропагандистка Маргарита Симоньян опублікувала імена 65 українських військових, які начебто перебували на борту літака. Проте серед перелічених у списку людей, щонайменше одна особа була звільнена раніше — в ході обміну 3 січня 2024 року. 27 січня Координаційний штаб з питань поводження з військовополоненими підтвердив правдивість російського списку з іменами 65 українських полонених військовослужбовців, яких планувалося обміняти 24 січня; проте у штабі зазначили, що після ознайомлення родичів полонених з відео, знятого на місці катастрофи, вони не знайшли ознак, що на борту могли б перебувати їхні родичі.
5 квітня 2024 року омбудсмен Дмитро Лубінець повідомив, що "На мій лист щодо надання списків я донині не отримав відповідь. Москалькова (омбудсмен РФ) не може підтвердити, що список російських пропагандистів відповідає дійсності".

## Літак і екіпаж
Іл-76 й екіпаж належали 117-му військово-транспортному авіаційному полку (військова частина 45097), у завдання полку входить експлуатація та обслуговування військово-транспортних засобів, що перевозять спеціальні вантажі для матеріального забезпечення армії Росії. Літаки полку дислокуються на аеродромі в Оренбурзі.
Екіпаж літака складався з 6 осіб:
- Командир повітряного судна — Станіслав Олексійович Беззубкін (35 років)[25];
- Помічник командира корабля — Владислав Вадимович Чмирьов (24 роки)[26];
- Штурман — Олексій Анатолійович Високін (41 рік)[25];
- Бортінженер — Андрій Леонідович Пілуєв (38 років)[25][27];
- Борттехнік — Сергій Миколайович Житенєв (34 роки)[25];
- Бортрадист — Ігор В'ячеславович Саблінський (54 роки)[25].

## Реакції

### Українська сторона
У Міноборони України заявили, що не можуть ні підтвердити, ні спростувати інформацію Міноборони РФ про українських військовополонених.
Радник глави Офісу президента України Михайло Подоляк заявив, що поки що коментарів не буде, оскільки «потрібен час для уточнення даних».
Представник Головного управління розвідки МОУ та Координаційного штабу Андрій Юсов в коментарі «Радіо Свобода» констатував, що запланований на 24 січня 2024 року обмін не відбувається.
Головне управління розвідки заявило, що не має інформації про те, хто саме перебував на літаку, хоча підтвердило про запланований на 24 січня обмін полоненими. У розвідці зазначили, що Україна не була попереджена Росією про маршрут перевезення полонених та необхідність гарантування безпеки повітряного простору, відтак провина за падіння літака лежить на Росії.
Координаційний штаб з питань поводження з військовополоненими повідомив, що працює над збором даних щодо можливої загибелі полонених у катастрофі.
Секретар РНБО Олексій Данілов в інтервʼю Бабелю заявив, що в росії дійсно зазнав катастрофи літак Іл-76, але, за його словами, українських військовополонених у ньому не було. Утім, Україна не має достатньо інформації, чи живі наразі полонені, яких мали обміняти того дня.
25 липня 2025 у Львові відбувся похорон 12-ти військовополонених 24 ОМБр, котрі загинули в авіакатастрофі 24 січня 2024 